# 宣德爐
宣德爐，又稱宣爐，特指明代宣德年間宮廷鑄造的銅質香爐。宣德爐據傳是明宣宗在1428年（宣德三年）特製的一批銅器，既有供郊廟等大型祭祀和宗教活動的禮儀用器，也有供日常生活的陳設器。有別於常見銅器，宣德爐由黃銅鑄成，工藝精湛，在明末就與永樂雕漆、景泰琺瑯、成化鬥彩齊名，被譽為“精巧遠邁前古”，是中國晚期銅器中最為重要的一類。明末以來，宣德爐常用於室內焚香，倣造日漸盛行，清代雍正、乾隆時期達到高峰。自此宣德爐也泛指帶有宣德年號款式的各類香爐，甚至在口語中逐漸變成銅香爐的代名詞。

## 基本形制
宣德爐的造型直接取法商周青銅器和宋代瓷器，古樸雅致。總體而言，敞口，短頸，扁鼓腹，足部則粗短有力。橋形耳以及獸形耳均比較常見。銘文年款多鑄造於爐的外底部，與宣德瓷器近似，常見有「宣」「宣德」「宣德年製」「大明宣德年製」等幾種署款方式。

## 真偽爭議
目前已知的唯一一件來源可考的宣德爐，是保存在青海省博物館、原先供奉在瞿曇寺、底部有「大明宣德年施」六字銘文的一件香爐。這件香爐是宣德帝賞賜，一直在寺內保存，流傳有序，相關記錄完整，故而爭議較少。除此之外，所有傳世品大多僅僅能夠判斷出大致的時代週期。如北京故宮收藏的宣德款銅熏爐，根據龍紋推斷為清代倣品。